# Molytria vegranda
Molytria vegranda är en kackerlacksart som beskrevs av Roth, L. M. 1999. Molytria vegranda ingår i släktet Molytria och familjen jättekackerlackor. Inga underarter finns listade i Catalogue of Life.